# Lanta scotia
Lanta scotia är en kackerlacksart som beskrevs av Morgan Hebard 1921. Lanta scotia ingår i släktet Lanta och familjen småkackerlackor. Inga underarter finns listade i Catalogue of Life.